# 木料

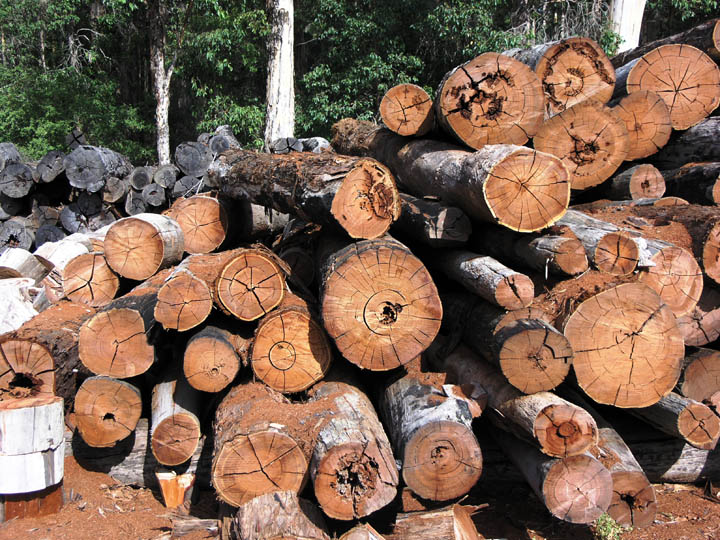
木材工廠儲存的木料，供後續加工。

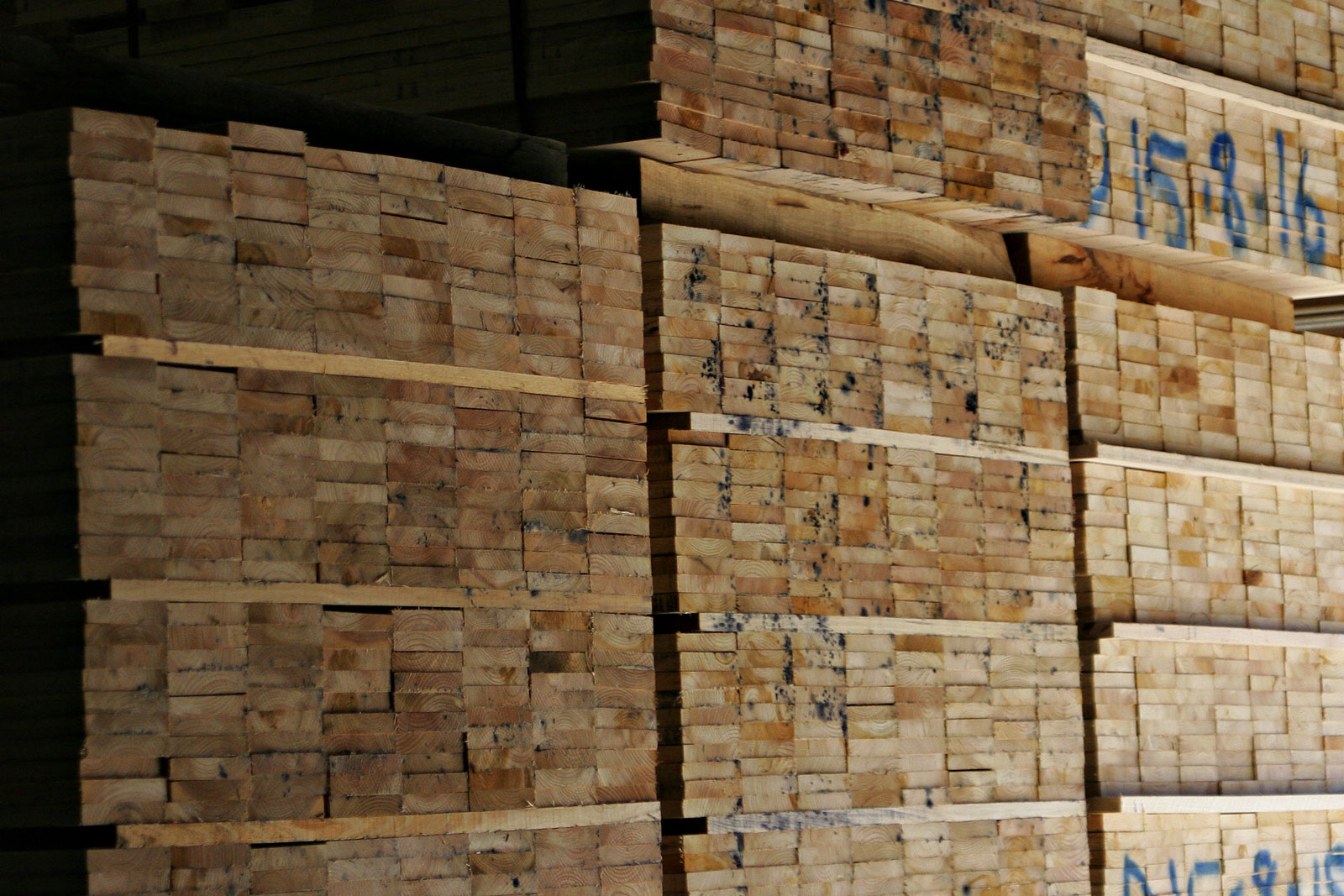
杏仁桉切片木料

木料（英語：（北美洲用法）；英語：（其他英語地區用法））係指將木材加工成為梁或板狀製品，生產過程稱為木材製造。木料主要作為建築結構使用，但也包含多種用途，木料來源以軟木為大宗，約佔80%的木料來自軟木。